# Guix
GNU Guix（/ɡiːks/）是一个跨平台的包管理器，也是一个用于实例化和管理类Unix操作系统的工具。其基于Nix包管理器与Guile Scheme API，只提供自由的软件包。 GNU Guix是GNU Guix System的默认包管理器。
与传统的包管理器不同，Guix（如Nix一样）采用了纯函数式的部署模型，软件被安装到通过密码散列生成的唯一的目录中。每个软件的依赖都包含在哈希当中，解决了依赖地狱的问题。 这种包管理方法更有可能产生更可靠、可复制和可移植的包。
Guix 中的软件包使用Guile Scheme进行定义。包依赖通过被称为“派生”的特殊值在这种语言中被跟踪，这些值将被Guix进程进行推导；Guix 会跟踪这些值，以便在没有其他软件包依赖它们时，让其可以被删除。以更大的存储需求为代价，Guix保证其所有操作是原子操作并可被回滚。
GNU Guix的开发与GNU Guix System交织在一起。Guix System是一个使用GNU Hurd或GNU Linux-libre内核，GNU Shepherd init的完整GNU操作系统。
该项目由志愿者团队在互联网上协调，并由法国非营利组织Guix Europe负责财务管理等。

## 历史
这个项目由一个GNU Guile黑客Ludovic Courtès于2012年发起。